# Войска марин
Войска марин (фр. troupes de marine) — компонент сухопутных войск Франции, который включает в себя несколько родов войск: пехоту, артиллерию, бронекавалерию, связь и воздушно-десантные войска (парашютистов).
Их происхождение восходит к штатным морским ротам (фр. мн. ч. compagnies ordinaire de la mer), созданным кардиналом Ришельё в 1622 году (фр. устар. «ordinaire» — штатный, штатная; compagnie de la mer — морская рота). Если вначале они находились в ве́дении Государственного секретариата по делам флота (secrétariat d'État de la Marine), в 1790 году преобразованного в Министерство военно-морского флота и колоний (ministère de la Marine et des Colonies), то после 1900 года они были переведены в ве́дение Министерства колоний (ministère des Colonies), в 1946 году преобразованного в Министерство Заморской Франции (ministère de la France d'Outre-mer), а в 1959 году — в Министерство заморских департаментов и территорий (ministère des Départements et Territoires d'outre-mer). Наконец в 1967 году войска марин окончательно перешли в подчинение военному ведомству (ministère des Armées). В 1958 году колониальные войска были переименованы в заморские войска, а в 1961 году получили своё историческое название — войска марин, и отныне представляют собой совокупность воинских формирований в составе сухопутных войск.
С 1969 года войска марин постепенно перешли на профессиональную основу и регулярно участвуют в зарубежных операциях. Предназначенные для амфибийных и заморских операций, они участвовали и продолжают участвовать во всех войнах французской армии.
В 1900—1958 годах именовались колониальными войсками (troupes coloniales). Затем переименованы в заморские войска (troupes d'outre-mer). С 1961 года имеют текущее наименование войска марин.
Для того чтобы отличать их от морской пехоты, в профессиональных военных изданиях применяется термин «войска „марин“».

## История
Переименованные в «заморские войска» (troupes d'outre-mer) после расформирования Французского союза (1958 год), а затем в «войска марин», они ведут свое происхождение от штатных морских рот, созданных в 1622 году кардиналом де Ришельё. Эти роты предназначались для погрузки на корабли французского флота с целью обслуживания артиллерии и участия в абордажных и других боевых действиях на море. Они также отвечали за оборону и охрану портов. При том, что артиллерия марин имела относительно небольшую численность — бомбардиры и канониры были балуемой элитой по сравнению с пехотой марин (фузилёрами и гренадерами) — именно она была важнейшим элементом морских войск, отвечая за обслуживание корабельной артиллерии наряду с моряками-канонирами, а также за разработку и производство корабельных орудий в арсеналах под руководством морских офицеров. В XVII и XVIII веках войска марин состояли как правило из отдельных флотских рот (фр. мн. ч. compagnies franches de la marine), которые в основном дислоцировались в Новой Франции (особенностью их было то, что войска набирались в Европе, а офицеры — на месте, отсюда их отличное знание местной среды).
Практически уничтоженные во время Семилетней войны, как и значительная часть флота, эти войска были объединены с сухопутными войсками при министре Шуазёле и, после их выделения из состава сухопутных войск в конце 1760-х годов, сохранили в своих рядах большое количество офицеров Военного министерства. Впоследствии это вновь повторилось, чтобы компенсировать потери, понесённые во время вмешательства Франции в американскую Войну за независимость. Всё это привело к изменению менталитета в войсках марин, и ко всё более выраженному разделению между морскими солдатами и корабельными экипажами с их офицерами.

### XIX век
В XIX веке колониальная экспансия привела к тому, что моряки и морские солдаты сражались бок о бок в таких местах, как Юго-Восточная Азия, Океания и Западная Африка. Основной задачей морских войск (troupes de la Marine, дословно c фр. — «войска ВМФ», «войска флота») было обеспечение французского присутствия в колониях Азии, Африки и Америки.
Революционный перерыв ознаменовался окончательным разделением между воссозданными в 1792 году морскими войсками и экипажами кораблей. В конце Наполеоновских войн первые вновь стали использоваться в качестве линейных пехотных частей. После всеобщего роспуска Великой армии и других имперских частей в период Реставрации Бурбонов, в 1818 и 1822 годах были созданы артиллерия марин (artillerie de marine) и пехота марин (infanterie de marine), прозванные «бигоры» (фр. воен. арго, мн. ч. bigors) и «марсуэны» (фр. разг. мн. ч. marsouins, дословно — «морские свиньи») соответственно. С 1831 года эти два рода войск использовались уже не на кораблях (с этого времени и до 1856 года, то есть до создания батальона морских фузилёров, десантные функции были возложены на моряков, из которых формировались подразделения корабельного десанта в составе экипажей). Теперь данные рода войск использовались на суше: на новых территориях, завоёванных и управляемых Францией, а также при обороне крупных военных портов метрополии.
Различные колониальные или иностранные операции, предпринятые Июльской монархией, проводимые в основном флотом и его войсками, привели к «реабилитации» и увеличению численности последних в 1846 году. Однако Революция 1848 года привела к резкому сокращению войск флота по причинам экономического характера. Во время Крымской войны, наряду с экипажами флота, они отличились во время осады Севастополя, обслуживая корабельные тяжёлые артиллерийские орудия (в составе осадной артиллерии экспедиционных сил), предварительно выгруженные с кораблей по приказу адмирала Шарля Риго де Женуйи.
Войска флота, с 1855 года восстановившие свою численность до уровня 1846 года, отличились практически во всех экспедициях Второй империи.
В 1870 году артиллерия и пехота марин впервые были объединены в одно большое соединение: «Голубую дивизию» (Division Bleue) генерала де Вассоньи, названную так из-за голубой формы этих солдат, которая отличала их от линейных войск, носивших краповые (фр. garance) панталоны. После Франко-прусской войны 1870 года войска марин приняли участие в строительстве второй колониальной империи Франции.

### Превращение в колониальные войска

Знамя Бронекавалерийского полка марин с проведёнными битвами.

В 1894 году Управление колониями (Direction des colonies), на тот момент входившее в состав Министерства торговли и промышленности (ministère du Commerce et de l'Industrie), было окончательно выделено в отдельное ведомство — Министерство колоний (до 1893 года данное Управление входило в состав Министерства военно-морского флота и колоний, за исключением нескольких перерывов в 1858—1860, 1881—1882 и 1889—1892 годах). В связи с этим встал вопрос о присоединении войск флота (troupes de la Marine), которые теперь практически использовались только в колониях. В конце концов они были подчинены Военному департаменту (département de la Guerre) Министерства колоний в 1900 году (по закону от 7 июля 1900 года) и получили название колониальных войск (troupes coloniales). Последние состояли из двух отдельных составляющих: колониальный армейский корпус, содержавшийся в метрополии, состоявший из европейцев и прошедший профессиональную подготовку, который отправлял солдат в колонии небольшими группами в соответствии с «колониальным туром», где они использовались либо как «белые» части (тенденция заключалась в постепенном сокращении их числа), либо для надзора за местными войсками, набранными на месте (тиральеры, спаги и т. п.). Одна из главных трудностей, с которыми столкнулась эта система, заключалась в том, чтобы сохранить военные навыки, необходимые для ведения классической европейской войны (в виде сформированного армейского корпуса, да ещё и разделённого по мобилизации на 1-й и 2-й колониальные корпуса), и, напротив, адаптироваться к весьма специфическим условиям колониальных операций, которые также различались в разных колониях. Из-за этого его иногда называют «шизофренией» колониальной армии. Оба вида колониальных войск принимали участие в подавлении Боксёрского восстания в союзе Альянса Восьми Держав, а также непосредственное участие в Первой и Второй мировых войнах, а также в войнах в Индокитае и Алжире.
Служба по производству артиллерии флота (service constructeur de l'artillerie de la Marine), которая разрабатывала и производила орудия корабельной артиллерии, и персонал которой был неотъемлемой частью колониальной артиллерии на момент разделения 1900 года, была оставлена «для работы» во французском флоте. Столкнувшись с растущим разрывом между использованием полевой артиллерии в колониях и промышленным проектированием морских орудий в арсеналах метрополии, офицеры колониальной артиллерии, которые были более заинтересованы в производстве, в 1909 году образовали так называемых «инженеров морской артиллерии» (ingénieurs de l'Artillerie navale) — корпус ВМФ, который во время Второй мировой войны слился с Корпусом морской инженерии (Génie maritime), отвечавшим за кораблестроение.
Во время двух мировых войн они принимали участие во всех кампаниях с героизмом, ставшим легендарным. Самым украшенным флагом французской армии является флаг Колониального пехотного полка Марокко (régiment d’infanterie coloniale du Maroc, RICM), а также флаг 2-го пехотного полка марин (2e régiment d'infanterie de marine, 2e RIMa), который имеет наибольшее количество награждений за подвиги во французской армии. Сражения, связанные с деколонизацией, которые политики не предвидели, привели к участию колониальных войск в боевых действиях в Индокитае, Алжире и на Мадагаскаре. После 1962 года внешние операции в Африке проводились силами войск марин и Иностранного легиона, которые были единственными, кто имел преданных делу солдат. Так было в Чаде, Ливане и бывшей Югославии до того, как войска метрополии также начали набирать призывников. Приостановка обязательной военной службы, которая происходила постепенно с 1997 по 2001 год, позволила всем военнослужащим армии принять участие в этих акциях.

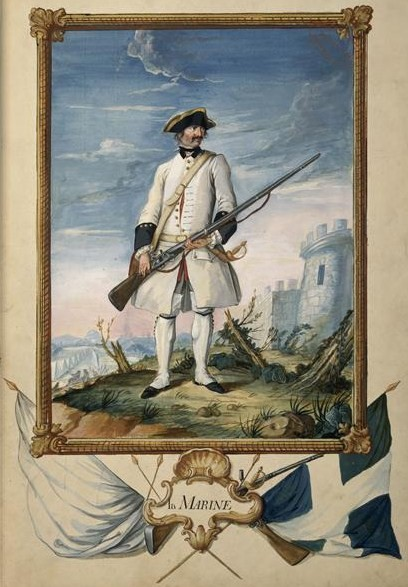
Солдат Полка марин (régiment de La Marine) во время Семилетней войны, 1757 год.
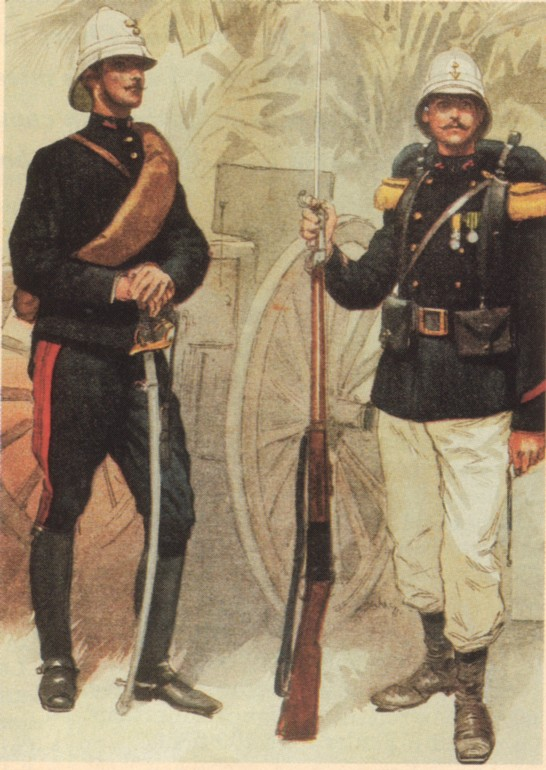
Офицер и рядовой войск марин в колониальной экипировке в конце XIX столетия.
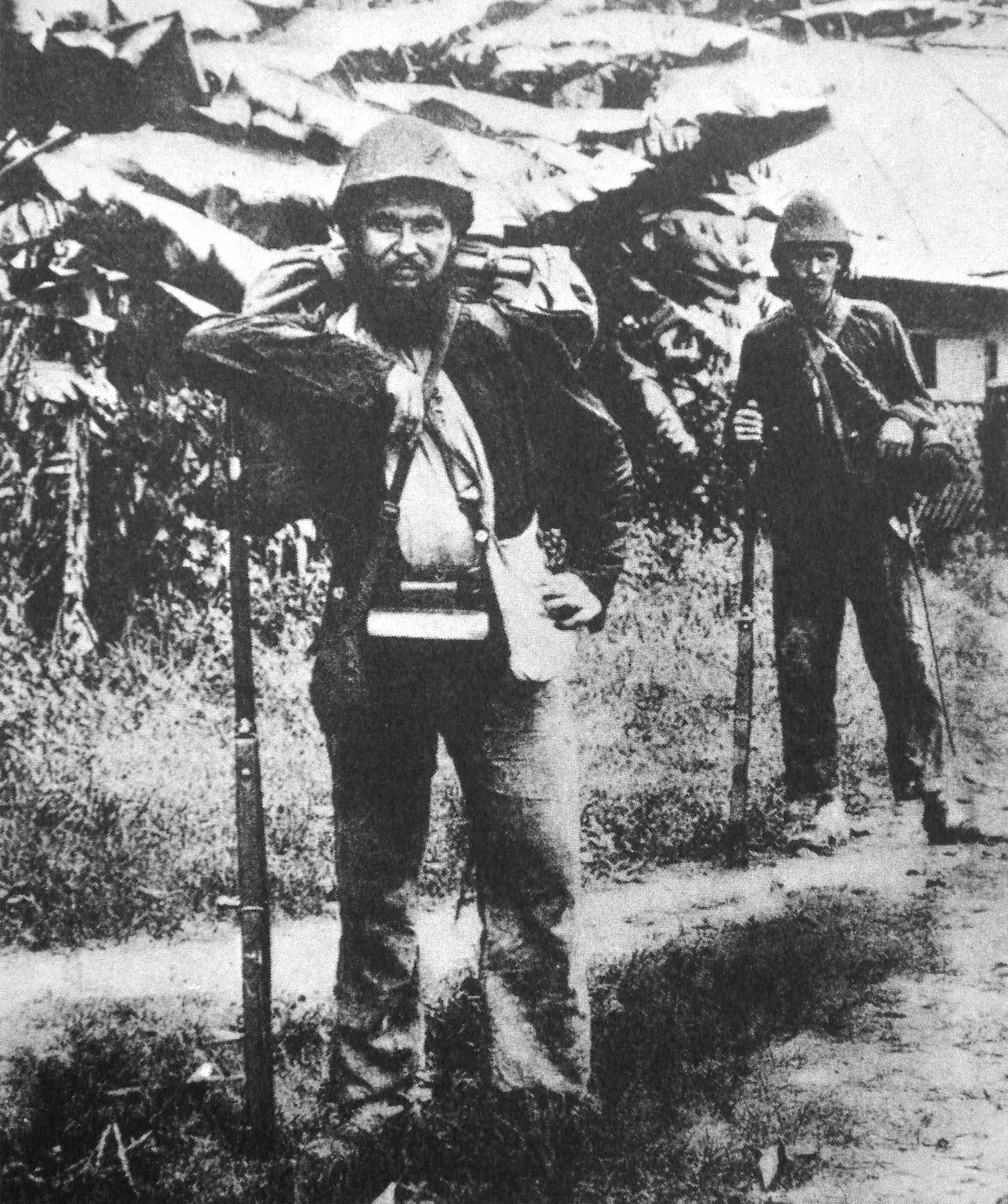
Пехотинец войск марин во время Тонкинской кампании, 1888 год.
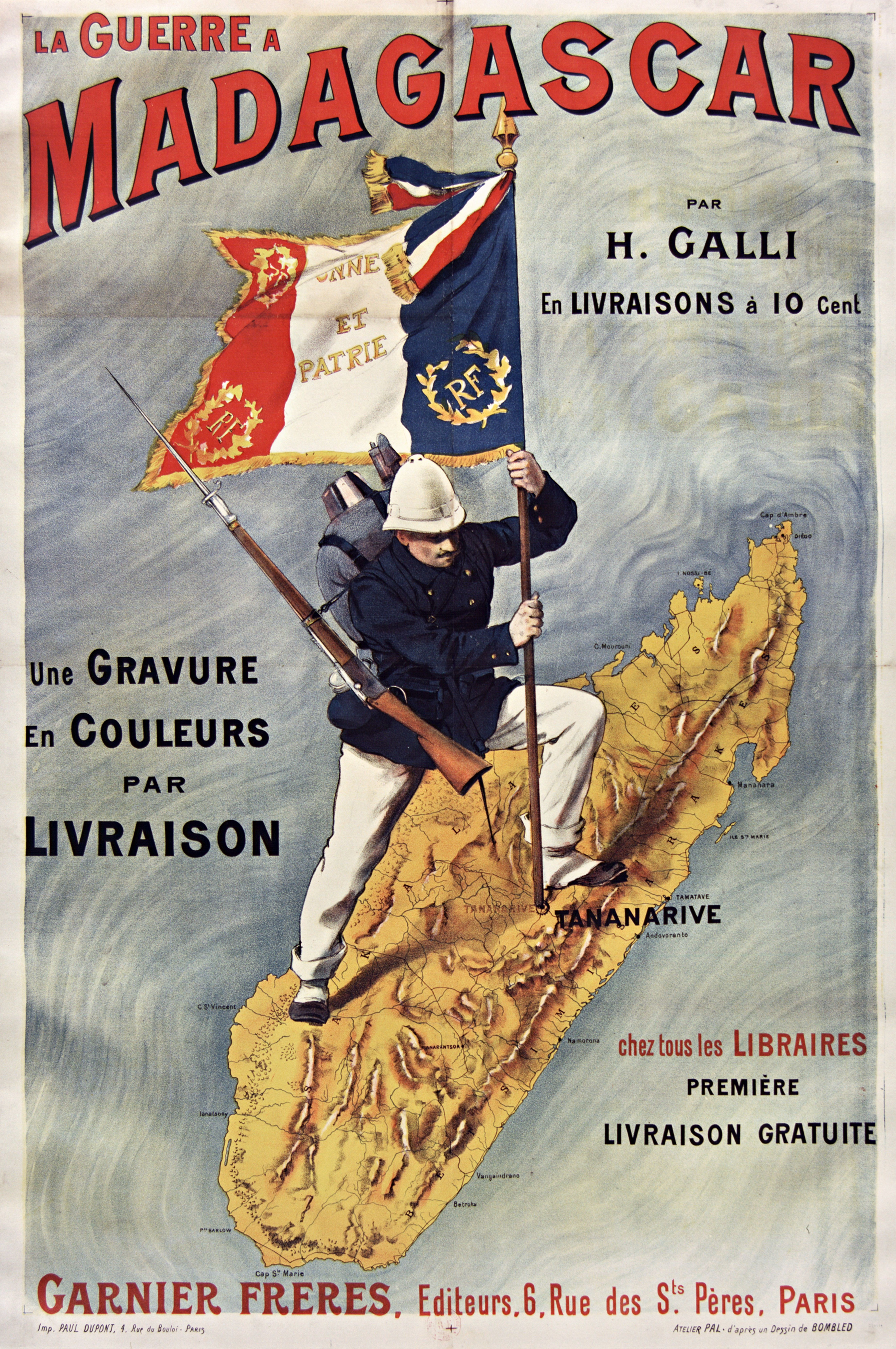
Плакат с пехотинцем войск марин во время экспедиции на Мадагаскар (1894—1895).
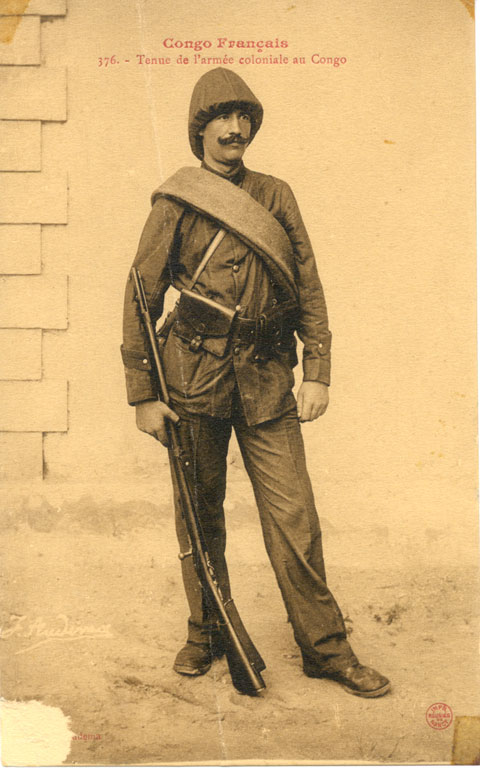
Солдат колониальных войск во Французском Конго (1905).
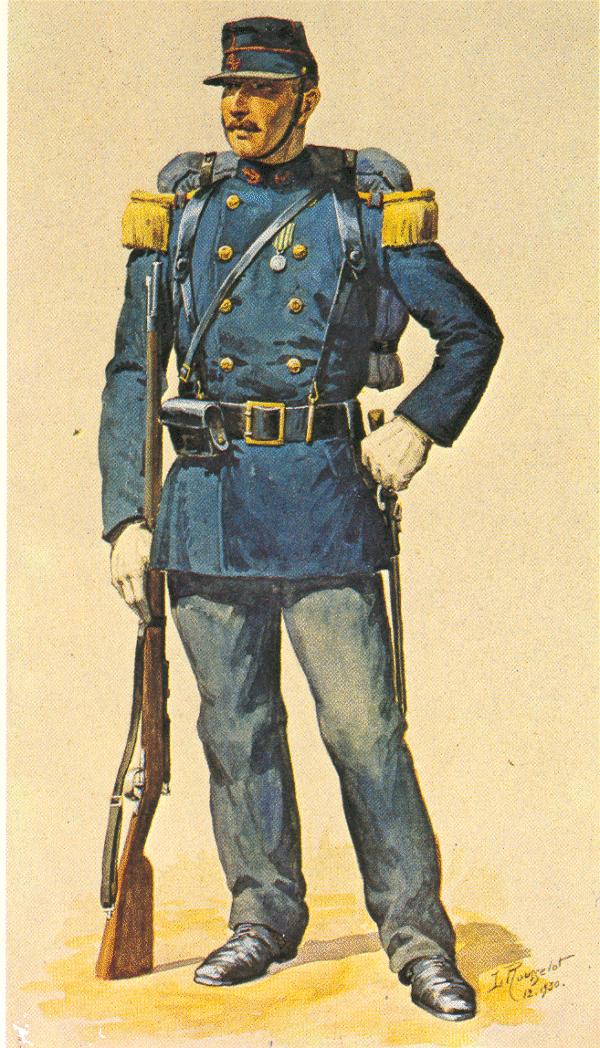
Пехотинец колониальных войск (marsouin) одетый по дресс-коду для метрополии на 1914 год.

### Конец колониальных войск и создание войск марин
После того как Франция отказалась от своих колоний, 1 декабря 1958 года новое название troupes d'outre-mer («заморские войска») сменило старое troupes coloniales. Наконец 4 мая 1961 года историческое название troupes de marine было вновь введено на этот раз для всех бывших колониальных войск. При этом их головное ведомство — Министерство колоний (ministère des Colonies) — ещё в 1946 году сменило своё название на Министерство Заморской Франции (ministère de la France d'Outre-mer), а в 1959 году оно стало Министерством заморских департаментов и территорий (ministère des Départements et Territoires d'outre-mer или сокр. ministère des DOM-TOM). Теперь его задачей стало управление заморскими департаментами и территориями Франции.
В 1967 году войска марин были переданы в подчинение Министерству вооружённых сил Франции (ministère des Armées), которое затем дважды в 1969—1973 и 1974—2017 годах меняло своё название на Министерство обороны (ministère de la Défense). С этого времени войска марин являются одним из компонентов сухопутных войск Франции.
Необходимо говорить о компоненте, а не о роде войск. Для войск марин не существует доктрины применения, поэтому они не являются родом войск (в отличие, например, от артиллерии или инженеров). Их задача — быстрое развёртывание сил и средств обороны и вторжения на географически удалённых от метрополии территориях, и обеспечение постоянного присутствия французских войск на заморских территориях Франции, а также в некоторых союзных странах.

## Особенность

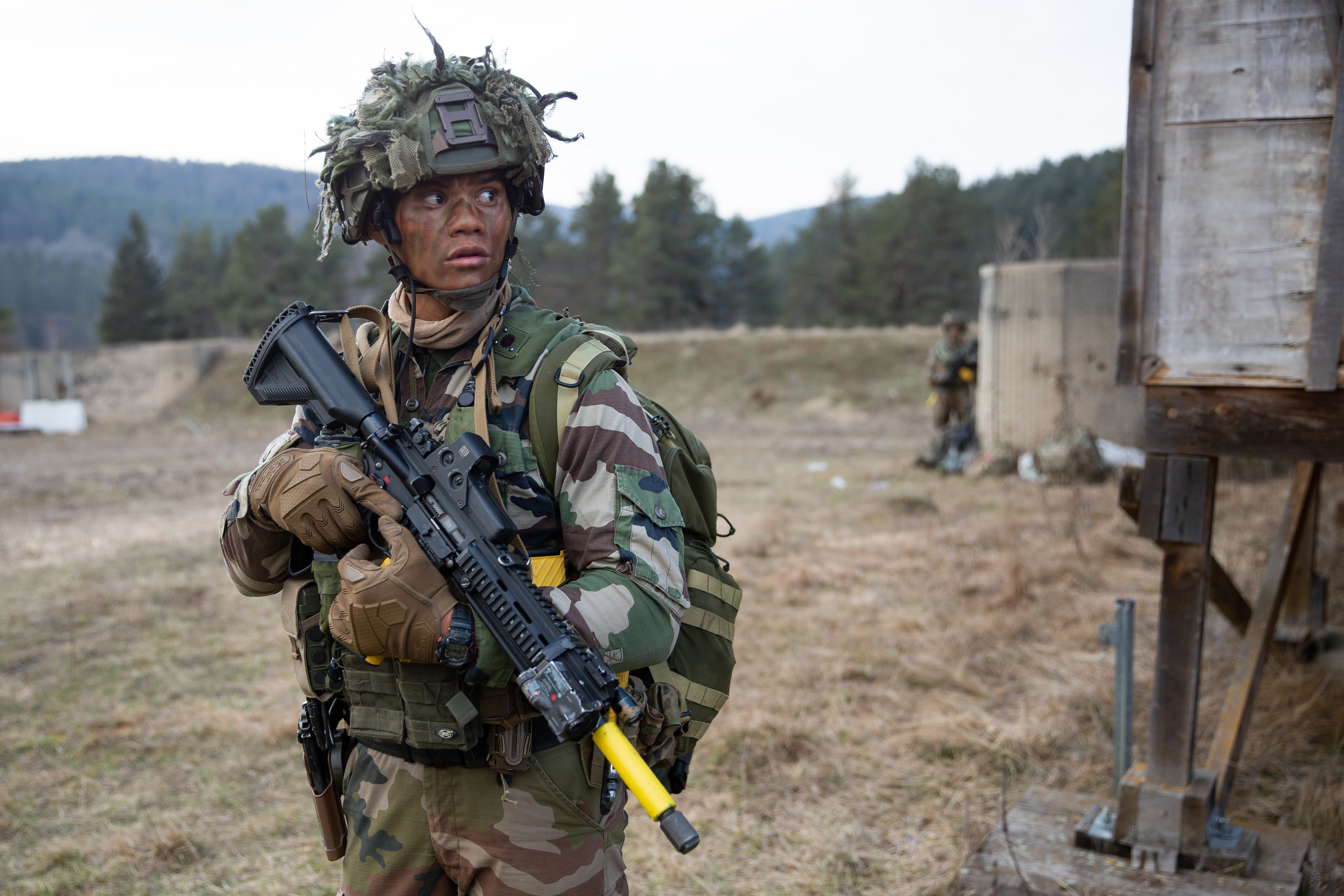
Французский парашютист 8-го парашютно-десантного полка марин 11-й воздушно-десантной бригады с автоматом HK416 на учениях Rock Topside II на полигоне Хоэнфельс, 10 марта 2021 года.

Особенностью этого компонента является то, что он объединяет различные рода войск и специальные войска: пехоту, бронекавалерию, артиллерию, парашютистов, связь (бывший корпус колониальных телеграфистов), инженеров, интендантскую службу, службу технического обеспечения и строительства (инженеры и последние две службы в настоящее время исчезли). Эти рода войск и специальные войска (парашютисты и связь), представленные в компоненте «войска марин», как и первые две составляющие (пехота и бронекавалерия), также входят и в Иностранный легион (последний кроме того включает в себя и инженерные части), в то время как в остальном сегменте сухопутных войск Франции они составляют отдельный компонент. В результате этот компонент не имеет собственного военного училища (что доказывает, что он не является родом войск): его пехотинцы обучаются в пехотном училище, артиллеристы — в артиллерийском и т. д. В итоге происходит лёгкое перетекание из одной воинской части в другую (например: в каждом пехотном полку марин всегда было несколько типов подразделений: артиллерии, бронекавалерии, связи и т. д.; аналогичную структуру имеют и артиллерийские, и бронекавалерийские части марин).
После деколонизации войска марин постепенно теряли свои инженерные полки, а затем и службы (интендантскую и службу технического обеспечения и строительства), например, 17-й колониальный инженерный полк, затем 71-й колониальный инженерный батальон, а также Отдельный колониальный батальон службы материального обеспечения. В настоящее время, в 9-й бронекавалерийской бригаде марин 6-й инженерный полк выполняет задачи инженерного обеспечения данного соединения, не являясь полком марин (то есть не являясь частью войск марин). Это относится и к Иностранному легиону, инженерные полки которого приписаны к бригадам сухопутных войск Франции (6-й бронекавалерийской и 27-й горнопехотной бригадам): 1-й иностранный инженерный полк — к 6-й бронекавалерийской бригаде, а 2-й иностранный инженерный полк — к 27-й горнопехотной бригаде.

## Формирования войск марин
На 2020 год в вооружённых силах Франции насчитывались следующие формирования войск марин:
| Формирование                               | Дислокация          | Оригинальное название |
| ------------------------------------------ | ------------------- | --- |
| 9-я бронекавалерийская бригада марин       | Пуатье              | 9e brigade d’infanterie de marine (9e BIMa)                                                                                              |
| Чадский маршевый полк                      | авиабаза Мейенайм   | régiment de marche du Tchad (RMT) |
| 2-й пехотный полк марин                    | Ле-Ман              | 2e régiment d’infanterie de marine (2e RIMa)                                                                                             |
| 3-й пехотный полк марин                    | Ван                 | 3e régiment d’infanterie de marine (3e RIMa)                                                                                             |
| 21-й пехотный полк марин                   | Фрежюс              | 21e régiment d’infanterie de marine (21e RIMa)                                                                                           |
| 1-й парашютно-десантный полк марин         | Байонна             | 1er régiment de parachutistes d’infanterie de marine (1er RPIMa)                                                                         |
| 3-й парашютно-десантный полк марин         | Каркасон            | 3e régiment de parachutistes d’infanterie de marine (3e RPIMa)                                                                           |
| 8-й парашютно-десантный полк марин         | Кастр               | 8e régiment de parachutistes d’infanterie de marine (8e RPIMa)                                                                           |
| 1-й бронекавалерийский полк марин          | Ангулем             | 1er régiment d’infanterie de marine (1er RIMa)                                                                                           |
| Бронекавалерийский полк марин              | Пуатье              | régiment d’infanterie chars de marine (RICM)                                                                                             |
| 3-й артиллерийский полк марин              | Монферра            | 3e régiment d’artillerie de marine (3e RAMa)                                                                                             |
| 11-й артиллерийский полк марин             | Сент-Обен-дю-Кормье | 11e régiment d’artillerie de marine (11e RAMa)                                                                                           |
| 1-й учебный артиллерийский полк марин      | Гер (Коткидан)      | centre de formation initiale des militaires du rang de la 9e BIMa — 1er régiment d’artillerie de marine                                  |
| 22-й учебный пехотный полк марин           | Ангулем             | centre de formation initiale des militaires du rang de la 9e BIMa — 22e régiment d’infanterie de marine                                  |
| 4-й учебный пехотный полк марин            | Фрежюс              | centre de formation initiale des militaires du rang de la 6e brigade légère blindée — 4e régiment d’infanterie de marine                 |
| 6-й учебный парашютно-десантный полк марин | Келюс               | centre de formation initiale des militaires du rang de la 11e brigade parachutiste — 6e régiment de parachutistes d’infanterie de marine |

| Формирование                                        | Дислокация       | Оригинальное название                                                        |
| --------------------------------------------------- | ---------------- | ---------------------------------------------------------------------------- |
| Пехотный полк марин «Тихий океан — Новая Каледония» | Нумеа            | régiment d’infanterie de marine du Pacifique — Nouvelle-Calédonie (RIMaP-NC) |
| Пехотный полк марин «Тихий океан — Полинезия»       | Папеэте          | régiment d’infanterie de marine du Pacifique — Polynésie (RIMaP-P)           |
| 2-й парашютно-десантный полк марин                  | Пьерфон, Реюньон | 2e régiment de parachutistes d’infanterie de marine (2e RPIMa)               |
| 9-й пехотный полк марин                             | Кайенна          | 9e régiment d’infanterie de marine (9e RIMa)                                 |
| 33-й пехотный полк марин                            | Фор-де-Франс     | 33e régiment d’infanterie de marine (33e RIMa)                               |
| 5-й смешанный заморский полк                        | Джибути          | 5e régiment interarmes d’outre-mer (5e RIAOM)                                |
| 6-й пехотный батальон марин                         | Либревиль        | 6e bataillon d’infanterie de marine (6e BIMa)                                |
| 43-й пехотный батальон марин                        | Абиджан          | 43e bataillon d’infanterie de marine (43e BIMa)                              |

| Формирование                                                         | Дислокация                | Оригинальное название                                                                                       |
| -------------------------------------------------------------------- | ------------------------- | --- |
| Специальный штаб для заморских территорий и зарубежья                | Париж                     | État-major spécialisé pour l’outre-mer et l’étranger (EMSOME)                                               |
| 2-й полк добровольческой военной службы                              | авиабаза Бретиньи-сюр-Орж | 2e régiment du service militaire volontaire                                                                 |
| Рекрутингово-отборочная группа «Юго-Запад» — 7-й пехотный полк марин | Бордо                     | groupement de recrutement et de sélection Sud-Ouest — 7e régiment d’infanterie de marine (GRS SO — 7e RIMa) |
| 6-й инженерный полк                                                  | Анже                      | 6e régiment du génie                                                                                        |

## Галерея

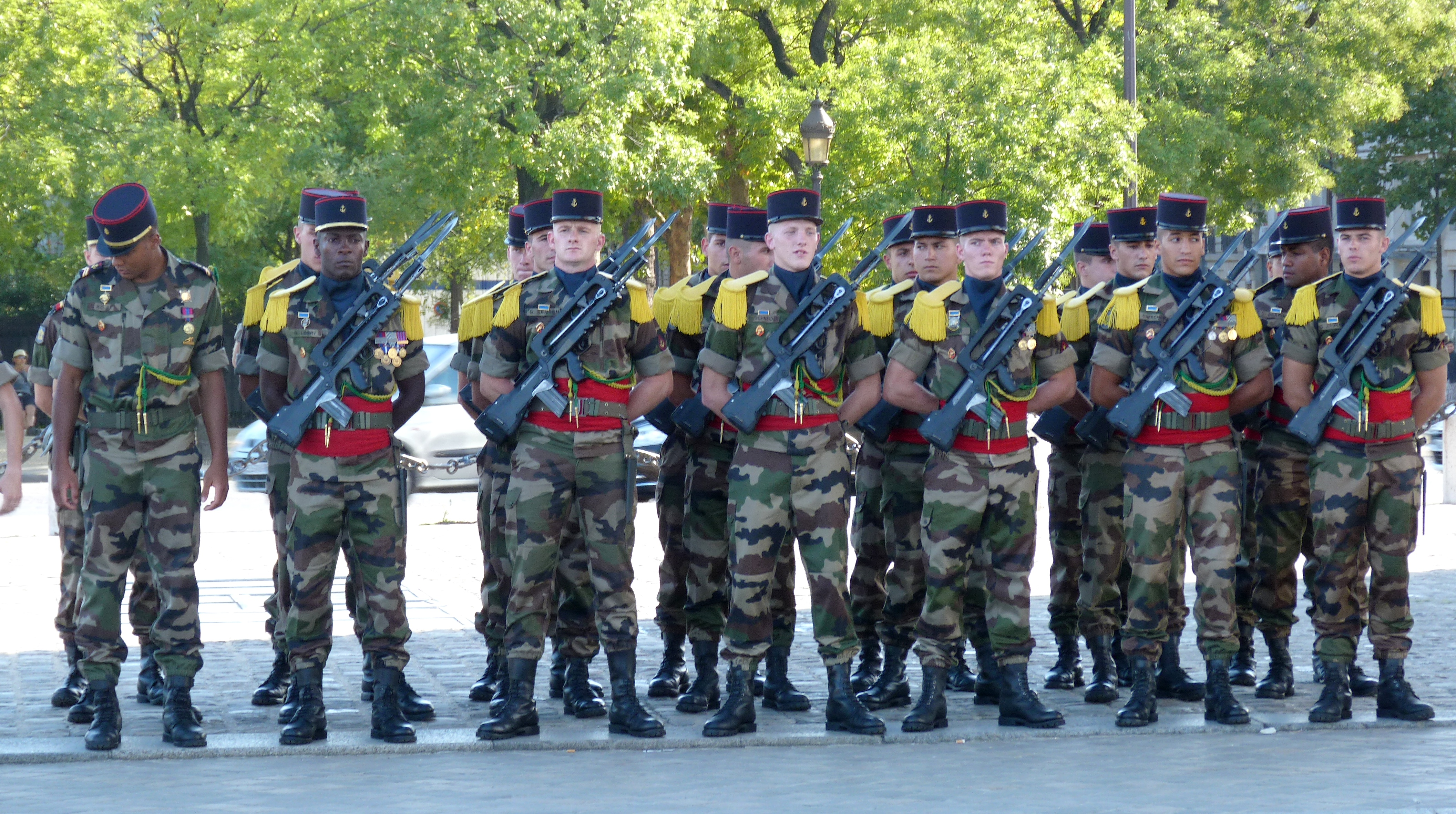
Войска марин на параде.
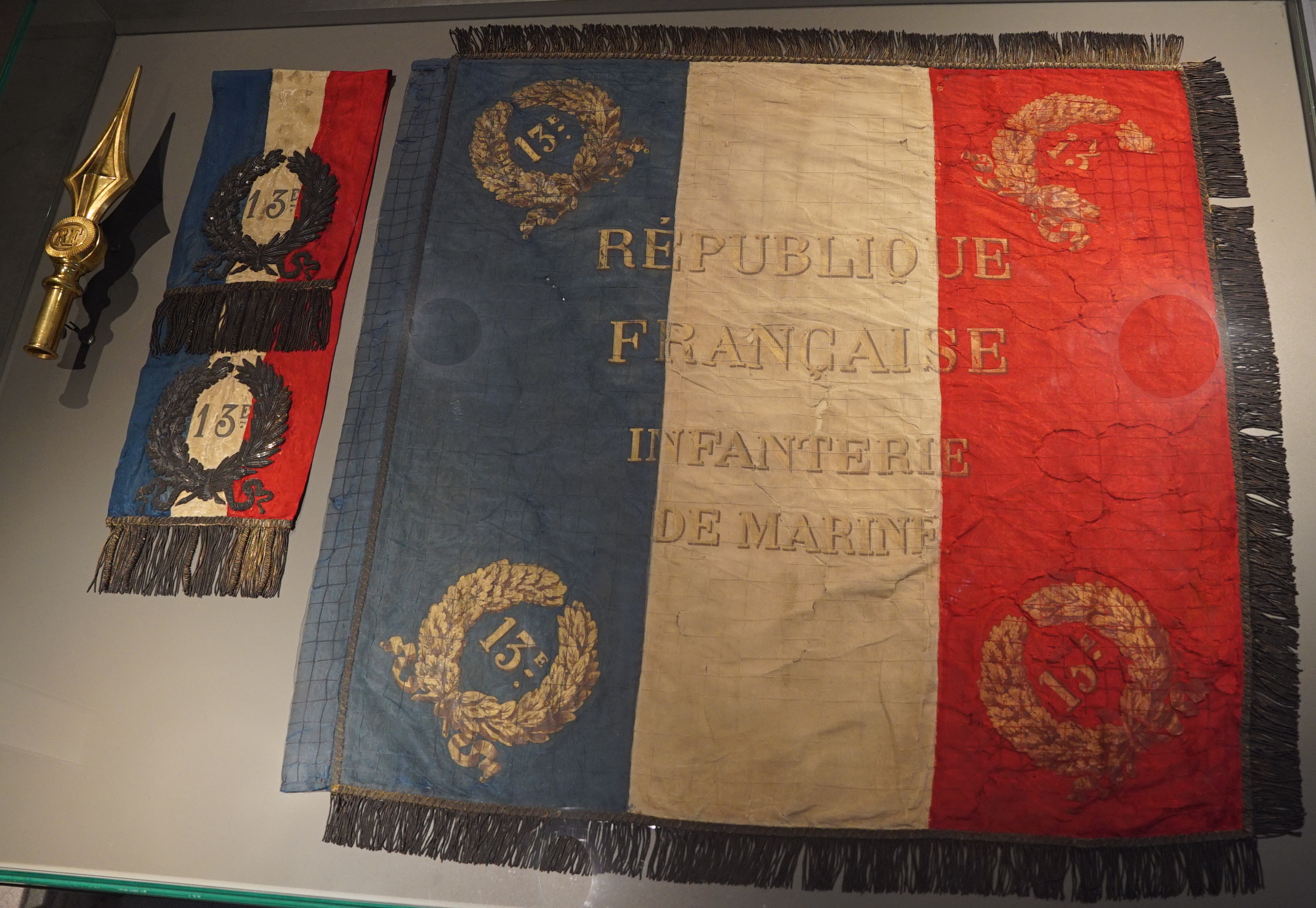
Знамя 13-го пехотного полка марин в Музее армии.
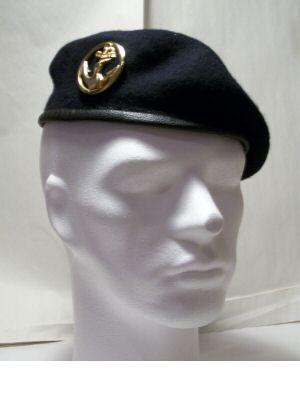
Берет пехоты, затем артиллерии марин с кокардой.
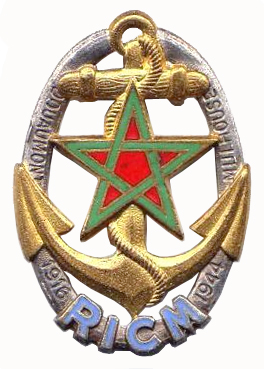
Эмблема Бронекавалерийского полка марин.
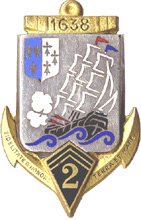
Эмблема 2-го пехотного полка марин.
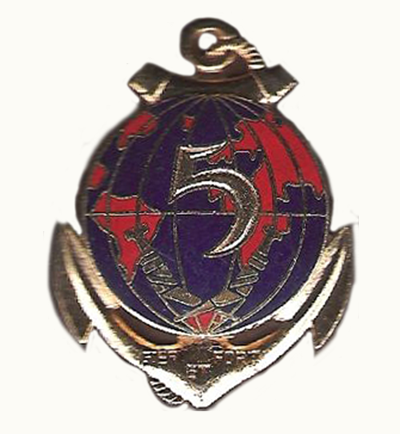
Эмблема 5-го смешанного заморского полка.
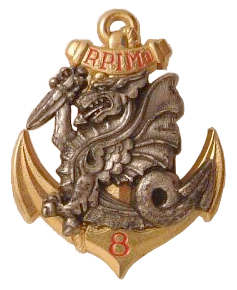
Эмблема 8-го парашютно-десантного полка марин.

### Комментарии
1. ↑  Морские фузилёры (фр. мн. ч. fusiliers marins) — с 1856 года традиционное название французской морской пехоты, с 2001 года являющейся одним из компонентов Сил специального назначения и морской пехоты ВМС Франции.
2. ↑  Связисты марин — эта военная специальность в составе войск марин не имеет своих собственных частей; связисты служат либо в составе общевойсковых частей, либо в штабах, либо в службах связи, обеспечивающих французскую военную инфраструктуру за рубежом.